# Elecciones estatales extraordinarias de Guerrero de 2009
Las elecciones estatales extraordinarias de Guerrero de 2009 se llevaron a cabo el domingo 19 de abril de 2009, y en ellas fueron elegidos los siguientes cargos de elección popular de Guerrero
- Primer ayuntamiento del Municipio de Malinaltepec. Compuesto por un Presidente Municipal y el cabildo integrado por cinco regidores, tres electos por mayoría relativa y dos por el principio de representación proporcional; todos los cargos electos para un periodo extraordinario de solo dos años, no reelegibles para el periodo inmediato. El candidato electo fue Vicente López Carrasco

El 5 de octubre de 2008, se llevaron a cabo las elecciones estatales de Guerrero, pero, en el municipio de Malinaltepec, se repitió la elección municipal debido a que las boletas utilizadas en la elección pasada no incluían el logotipo de la coalición formada por los partidos del Trabajo y Convergencia, sino sólo al primero. Esta vez se registraron cuatro candidatos: Cándido Rojas Hernández, del Partido Acción Nacional; Vicente López Carrasco, del Partido Revolucionario Institucional; Alfredo Jerónimo Cristino, del Partido de la Revolución Democrática; y Eladio Navarro Villegas, del Partido del Trabajo; mientras Convergencia respaldó al priista.

## Resultados electorales

### Ayuntamiento de Malinaltepec[2]
|  | 1.39 % |

|  | 46.70 % |

|  | 43.72 % |

|  | 4.31 % |

|  | 3.88 % |

|  | 100.00 % |